# Prvenstvo Kraljevine SHS u vaterpolu 1923.
Vaterpolsko prvenstvo Kraljevine SHS za 1923. godinu je prvi put osvojili su Baluni iz Splita.

## Završnica prvenstva
Završnica vaterpolskog prvenstva Kraljevine SHS je održana od 1. do 2. rujna 1923. u Sušaku na kupalištu Jadran sklopu državnog prvenstva u plivanju, skakanju i vaterpolu. U završnici su igrale tri momčadi dok su dvije odustale.

## Rezultati
| Polufinale |                 |                    |
| 1.9.       | Baluni - HAŠK   | n/o (HAŠK odustao) |
| 1.9.       | SSU - Viktorija | 2:2                |
| Finale     |                 |                    |
| 2.9.       | Baluni - SSU    | 5:2                |

Trebao je sudjelovati i sastav Beograda ali je odustao.

## Ljestvica
| mj | klub                         |
| -- | ---------------------------- |
| 1. | Somborsko sportsko udruženje |
| 2. | Baluni Split                 |
| 3. | Viktorija Sušak              |
| -. | HAŠK Zagreb (odustao)        |

## Poveznice
- Jugoslavenska vaterpolska prvenstva